# Pallacanestro Varese 1990-1991
Nel Campionato 1990-91 la Pallacanestro Varese è sponsorizzata come l'anno precedente dalla "Ranger", azienda produttrice di antifurti per autoveicoli.
Nella formazione dei giocatori si annovera la partenza dello statunitense Corny Thompson, trasferitosi in Spagna nel Badalona, sostituito da Pat Cummings, che verrà però licenziato alla nona giornata di andata. Il suo posto verrà preso da Anthony Bowie. Nel marzo del 1991 si infortuna Frank Johnson, che verrà rimpiazzato da Leon Wood.
Secondo anno in panchina per l'allenatore Giancarlo Sacco, che non riesce a ripetere la serie positiva della stagione precedente e, per la prima volta dall'istituzione dei Play-off, la compagine varesina non riesce ad accedervi a fine campionato, dovendo partecipare ai Play-out e qualificandosi infine al tredicesimo posto.
In Coppa Italia la Pallacanestro Varese viene eliminata agli ottavi di finale dalla Benetton Treviso.
In Coppa Korać la squadra bosina è battuta ai sedicesimi di finale dalla squadra belga del Go Pass Pepinster.

## Rosa 1990/91
- Anthony Bowie
- Pat Cummings
- Frank Johnson
- Romeo Sacchetti
- Paolo Conti
- Massimo Ferraiuolo
- Joe Calavita
- Andreas Brignoli
- Leon Wood
- Francesco Vescovi
- Stefano Rusconi
- Andrea Meneghin
- Allenatore:
  -  Giancarlo Sacco

## Statistiche
| COMPETIZIONE        | GIOCATE | VINTE | PERSE | F    | S    | PIAZZAMENTO          |  |
| CAMPIONATO completo | 40      | 22    | 18    | 3765 | 3792 | 13                   |  |
| TORNEI E AMICHEVOLI | 12      | 3     | 9     | 1200 | 1233 | -                    |  |
| COPPA ITALIA        | 4       | 1     | 2*    | 330  | 365  | ottavi di finale     |  |
| COPPA KORAC         | 10      | 5     | 5     | 884  | 856  | sedicesimi di finale |  |

- 1 pareggio

## Fonti
- "Pallacanestro Varese 50 anni con voi" di Augusto Ossola
- Lega Basket, su 195.56.77.208. URL consultato il 6 maggio 2011 (archiviato dall'url originale il 12 aprile 2012).